# Senatorowie I kadencji Senatu Rzeczypospolitej Polskiej (1989–1991)

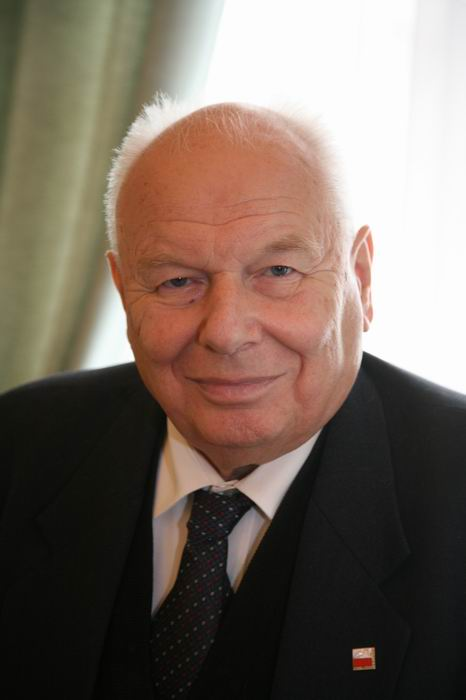
Andrzej Stelmachowski – marszałek Senatu I kadencji

Senatorowie I kadencji zostali wybrani 4 i 18 czerwca 1989 oraz w wyniku wyborów uzupełniających przeprowadzonych 8 października 1989, 4 i 18 lutego 1990 oraz 27 maja i 10 czerwca 1990. Kadencja senatorów rozpoczęła się z dniem drugiej tury wyborów parlamentarnych (18 czerwca 1989), a zakończyła się 25 listopada 1991.
W wyniku wyborów parlamentarnych w 1989 (tzw. wyborów kontraktowych lub czerwcowych) wybrano 100 senatorów. Były to pierwsze wybory do Senatu w powojennej historii Polski – izba ta została zlikwidowana na skutek sfałszowanego w 1946 przez komunistów referendum. Utworzenie Senatu oraz przeprowadzenie do niego całkowicie wolnych oraz demokratycznych wyborów było jednym z podstawowych uzgodnień Okrągłego Stołu, które solidarnościowa opozycja zawarła ze skupioną wokół PZPR władzą.
7 kwietnia 1989 Sejm PRL dokonał nowelizacji konstytucji, wprowadzając do niej instytucję Senatu Polskiej Rzeczypospolitej Ludowej, a także uchwalił ordynację wyborczą. Zgodnie z nią senatorowie zostali wybrani w 49 okręgach wyborczych obejmujących obszar poszczególnych województw – w 47 wybierano po dwie osoby, a w 2 – warszawskim i katowickim – po trzech przedstawicieli do izby wyższej. 29 grudnia 1989 dokonano kolejnej zmiany konstytucji – nazwę Polska Rzeczpospolita Ludowa zastąpiono nazwą Rzeczpospolita Polska, tym samym senatorowie Senatu PRL stali się senatorami Senatu RP.
99 spośród 100 senatorów wyłonionych w wyborach czerwcowych zostało wybranych jako przedstawiciele opozycyjnego Komitetu Obywatelskiego „Solidarność”. 92 z nich wygrało już 4 czerwca, pozostałych 7 zwyciężyło w ponownym głosowaniu z 18 czerwca. 1 mandat uzyskał niezależny kandydat Henryk Stokłosa, który został wybrany w drugiej turze.
Wśród senatorów wybranych w wyborach kontraktowych znalazło się 6 kobiet i 94 mężczyzn. Cztery osoby spośród nich legitymowały się stażem parlamentarnym – w różnych kadencjach Sejmu PRL zasiadali uprzednio Gustaw Holoubek, Edmund Osmańczyk, Ryszard Reiff i Stanisław Stomma; mandat poselski sprawowała wcześniej również Dorota Simonides, która wygrała jedne z wyborów uzupełniających do izby wyższej.
Przed zakończeniem I kadencji wygasł mandat 5 senatorów (we wszystkich przypadkach na skutek śmierci parlamentarzysty). Grzegorz Białkowski nie dożył dnia złożenia ślubowania. Po jego śmierci, a także po zgonach Edmunda Osmańczyka i Adama Stanowskiego, przeprowadzano trzykrotnie wybory uzupełniające. Mandaty po Mieczysławie Tarnowskim i Janie Józefie Lipskim pozostały nieobsadzone do końca kadencji – senatorowie ci zmarli już po uchwale Sejmu RP z 9 marca 1991, która przewidziała na jesień tego samego roku rozwiązanie obu izb parlamentu i przeprowadzenie w pełni wolnych wyborów.
Pierwsze posiedzenie Senatu I kadencji rozpoczęło się w dniu 4 lipca 1989 w Sali Posiedzeń Sejmu. Funkcję marszałka seniora pełnił najstarszy wiekiem senator – Stanisław Stomma.

## Kluby w Senacie w trakcie kadencji
| \| Ugrupowanie polityczne \| Ugrupowanie polityczne \| VII 1989 \| XI 1991 \| +/− \| \| ---------------------- \| ------------------------------ \| -------- \| ------- \| --- \| \| \| Obywatelski Klub Parlamentarny \| 99[a] \| 67 \| 32 \| \| \| Unia Demokratyczna \| – \| 29 \| – \| \| \| Senatorowie niezrzeszeni[b] \| 1 \| 2 \| 1 \| \| Razem \| Razem \| 100 \| 98 \| 98 \| | Podział 100 mandatów: OKP: 99 Niezrz.: 1 |          |         |     |
| Ugrupowanie polityczne | Ugrupowanie polityczne                   | VII 1989 | XI 1991 | +/− |
| | Obywatelski Klub Parlamentarny           | 99       | 67      | 32  |
| | Unia Demokratyczna                       | –        | 29      | –   |
| | Senatorowie niezrzeszeni                 | 1        | 2       | 1   |
| Razem | Razem                                    | 100      | 98      | 98  |

## Prezydium Senatu I kadencji
| Senator                                                              | Senator               | Funkcja                        | Klub                           | Czas pełnienia funkcji | Czas pełnienia funkcji | Czas pełnienia funkcji |
| Senator                                                              | Senator               | Funkcja                        | Klub                           | Od                     | Do                     |                        |
| -------------------------------------------------------------------- | --------------------- | ------------------------------ | ------------------------------ | ---------------------- | ---------------------- | ---------------------- |
|                                                                      | Stanisław Stomma      | Marszałek senior               | Obywatelski Klub Parlamentarny | 4 lipca 1989(dts)      | 4 lipca 1989(dts)      |                        |
| Marszałek senior przewodniczy obradom Senatu przed wyborem Prezydium |                       |                                |                                |                        |                        |                        |
|                                                                      | Andrzej Stelmachowski | Marszałek Senatu               | Obywatelski Klub Parlamentarny | 4 lipca 1989(dts)      | 25 listopada 1991(dts) |                        |
|                                                                      | Zofia Kuratowska      | Wicemarszałek Senatu           | KP Unii Demokratycznej         | 4 lipca 1989(dts)      | 25 listopada 1991(dts) |                        |
|                                                                      | Józef Ślisz           | Wicemarszałek Senatu           | Obywatelski Klub Parlamentarny | 4 lipca 1989(dts)      | 25 listopada 1991(dts) |                        |
|                                                                      | Andrzej Wielowieyski  | Wicemarszałek Senatu           | KP Unii Demokratycznej         | 4 lipca 1989(dts)      | 25 listopada 1991(dts) |                        |
|                                                                      | Andrzej Celiński      | Członek                        | Niezrzeszony                   | 4 lipca 1989(dts)      | 25 listopada 1991(dts) |                        |
|                                                                      | Krzysztof Kozłowski   | Członek                        | Obywatelski Klub Parlamentarny | 4 lipca 1989(dts)      | 30 marca 1990(dts)     |                        |
|                                                                      | Edward Wende          | Członek                        | KP Unii Demokratycznej         | 4 lipca 1989(dts)      | 25 listopada 1991(dts) |                        |
|                                                                      | Janusz Ziółkowski     | Członek                        | Obywatelski Klub Parlamentarny | 30 marca 1990(dts)     | 25 listopada 1991(dts) |                        |
| Roman Duda                                                           | Członek               | Obywatelski Klub Parlamentarny | 18 stycznia 1991(dts)          | 1 marca 1991(dts)      |                        |                        |
| Jerzy Stępień                                                        | Członek               | Obywatelski Klub Parlamentarny | 1 marca 1991(dts)              | 25 listopada 1991(dts) |                        |                        |

Funkcje sekretarza Senatu pełnili Anna Bogucka-Skowrońska, Andrzej Czapski, Stanisław Obertaniec, Krzysztof Pawłowski, Andrzej Piesiak, Jerzy Stepień (do 26 września 1989), Bartłomiej Kołodziej (od 26 września 1989).

## Senatorowie I kadencji

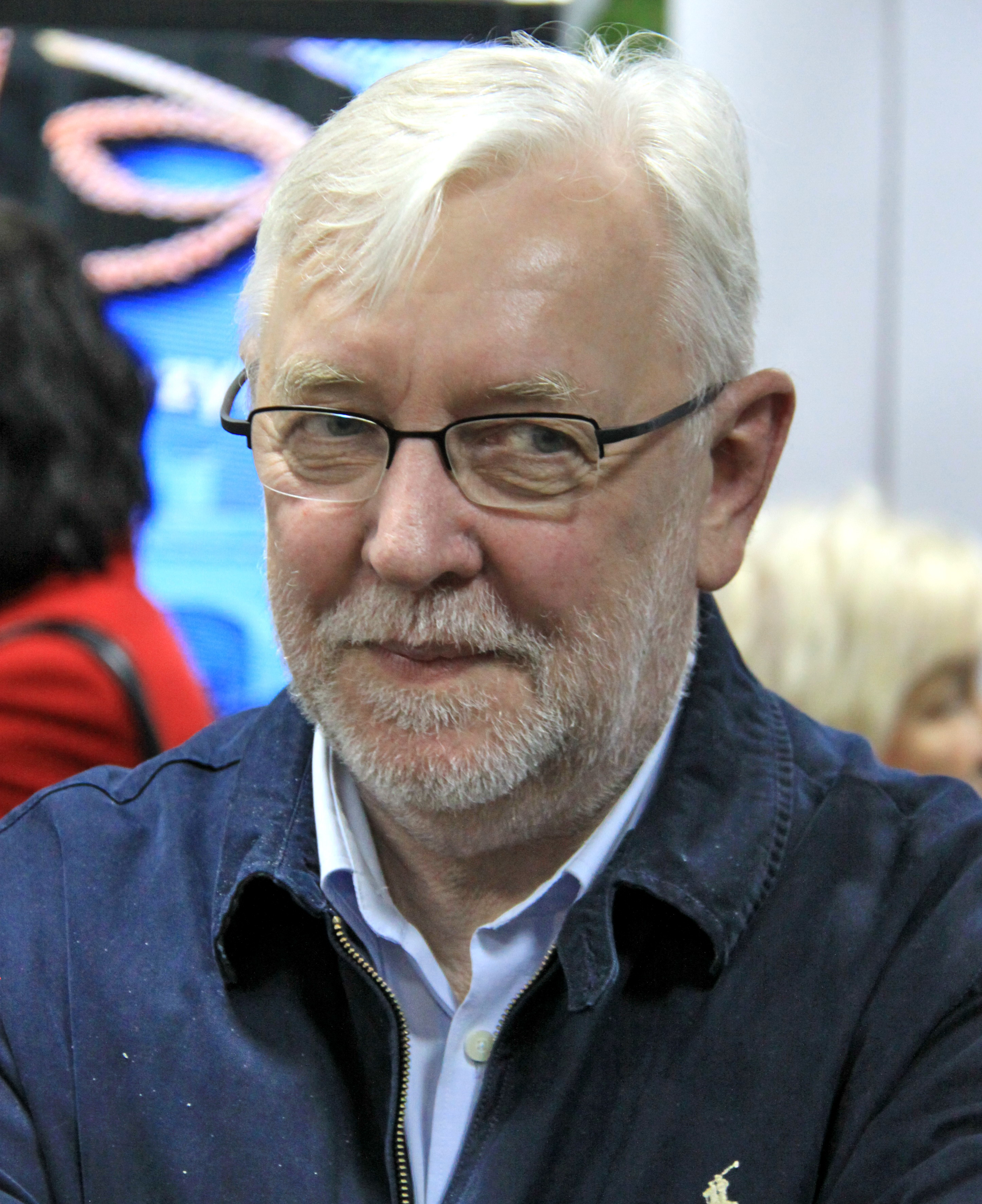
Jerzy Stępień

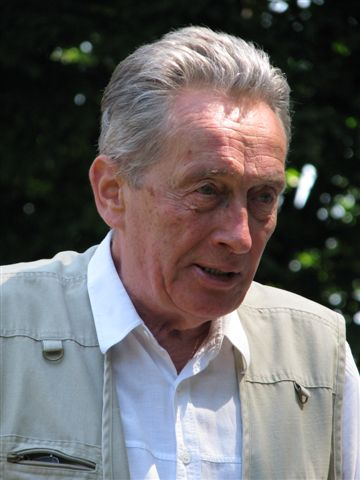
Krzysztof Kozłowski

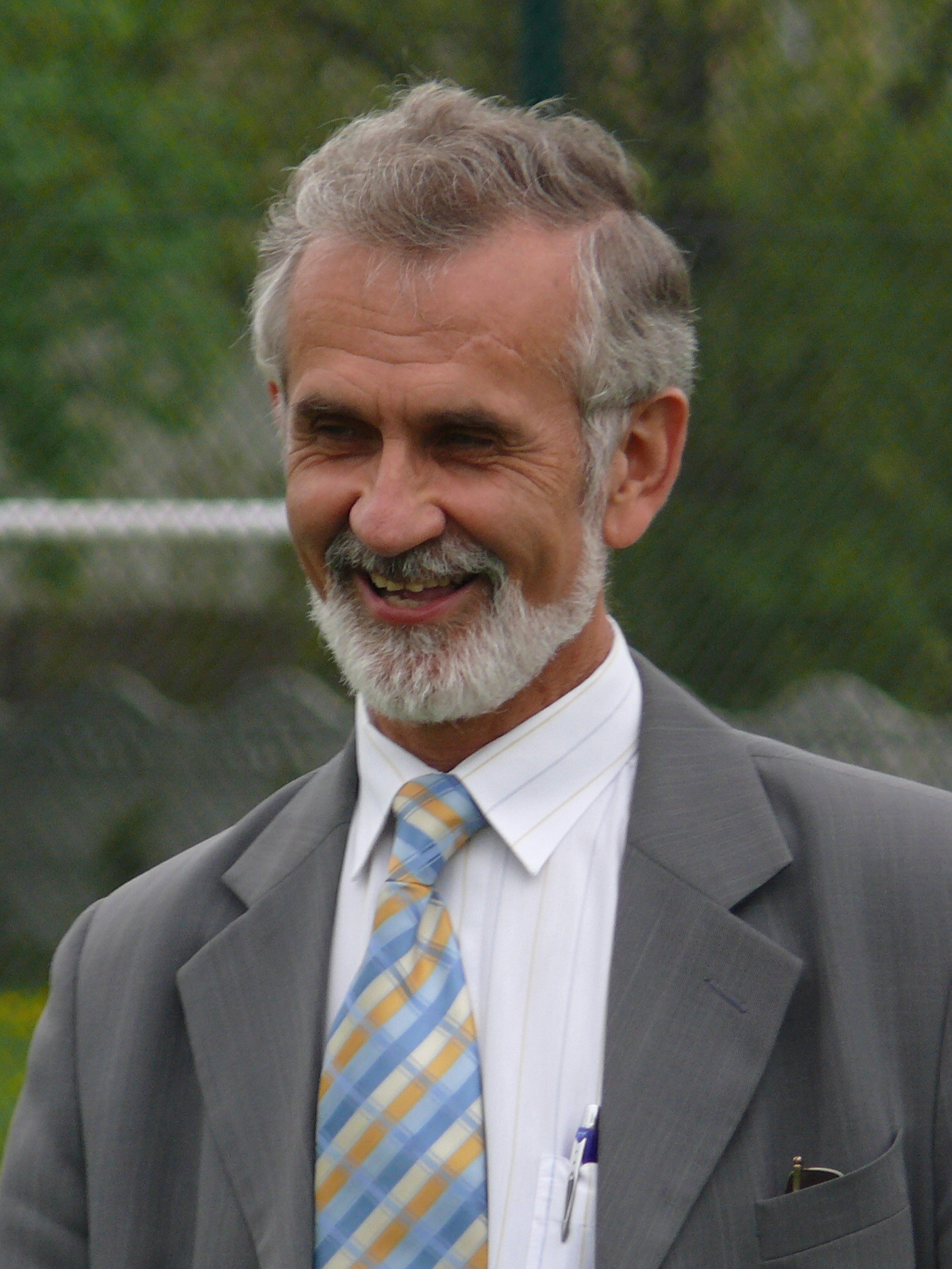
Ireneusz Niewiarowski

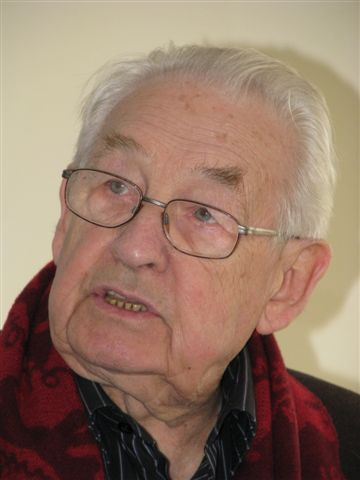
Andrzej Wajda

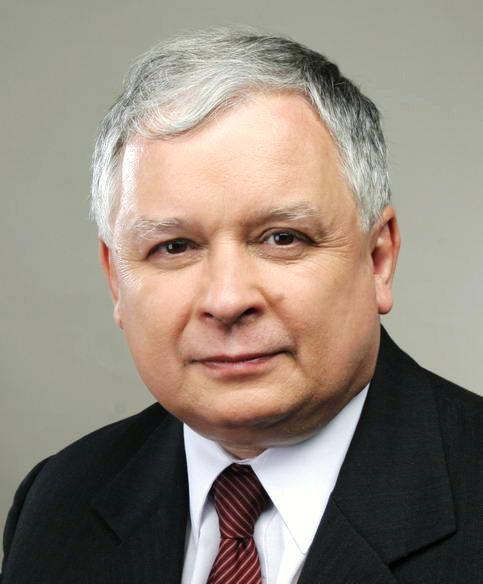
Lech Kaczyński

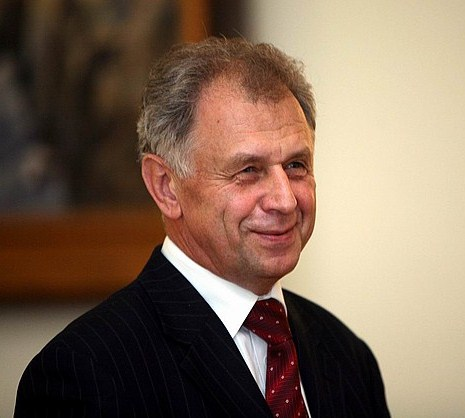
Bogdan Lis

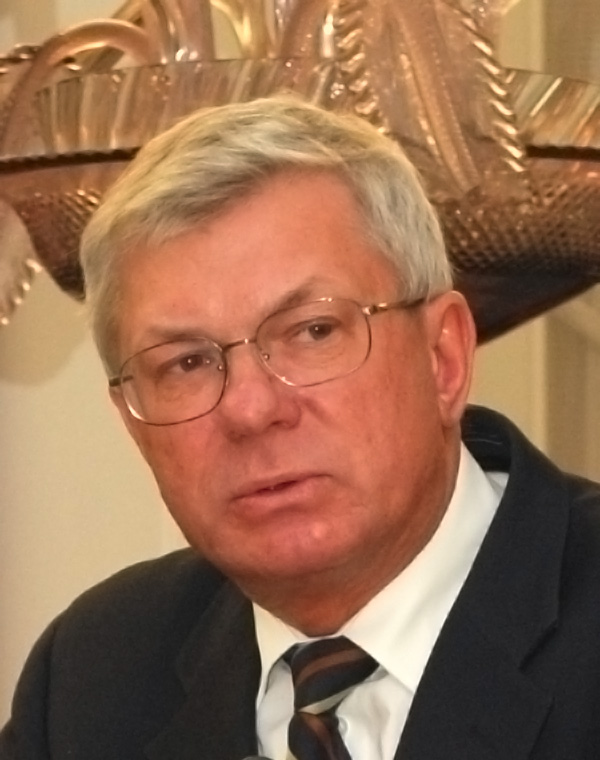
Andrzej Celiński

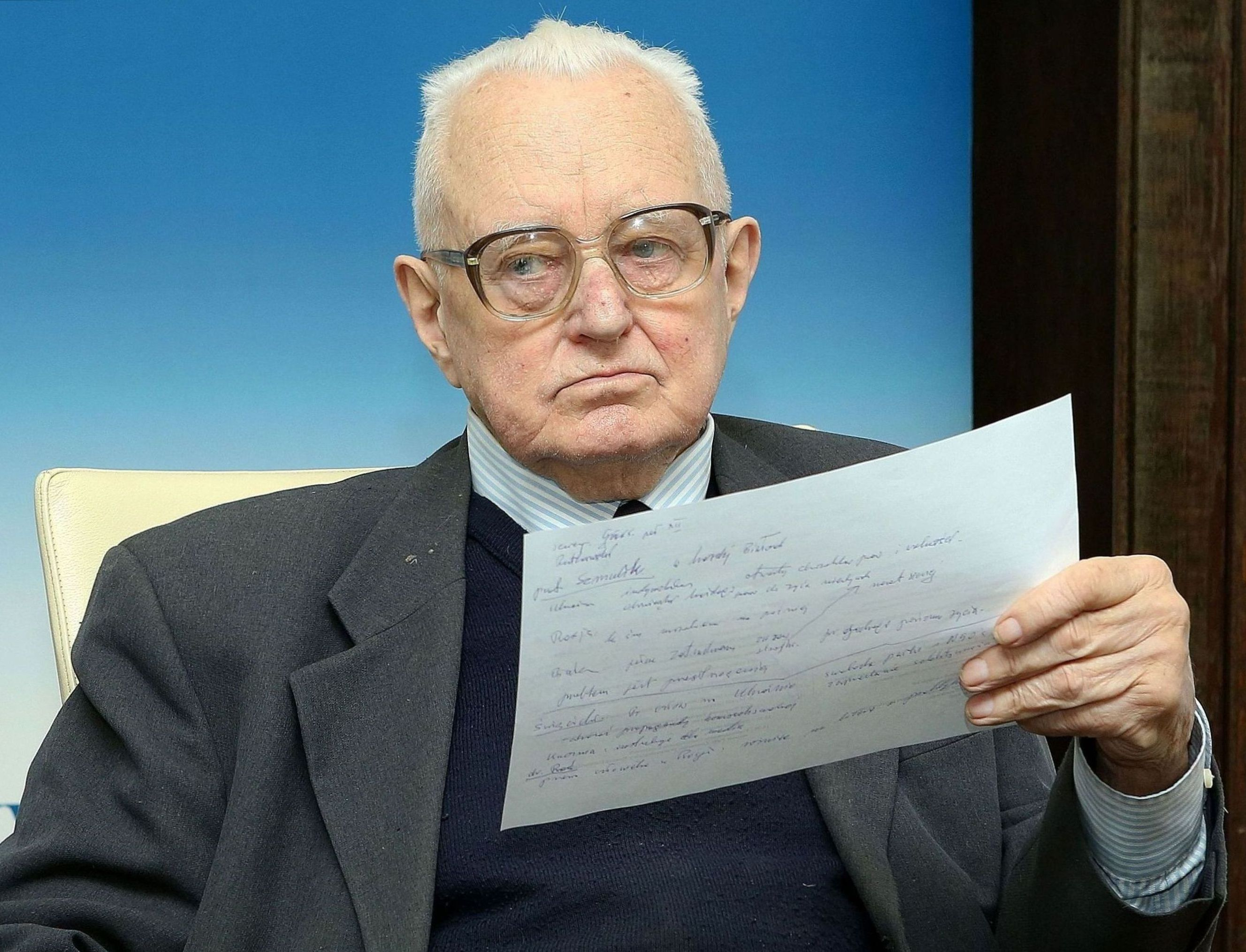
Andrzej Wielowieyski

### Senatorowie wybrani w 1989
Pogrubieniem wyróżniono imiona i nazwiska senatorów wyłonionych w I turze wyborów.

Kolorem szarym wyróżniono senatorów, których mandat wygasł w czasie trwania kadencji izby.
| Położenie                      | Województwo      | Liczba kand. | Wybrani senatorowie     | % głosów I/II tura |
| ------------------------------ | ---------------- | ------------ | ----------------------- | ------------------ |
|                                | bialskopodlaskie | 8            | Andrzej Czapski         | 72,28              |
| Mieczysław Trochimiuk          | bialskopodlaskie | 8            | 72,24                   |                    |
|                                | białostockie     | 13           | Andrzej Stelmachowski   | 60,18              |
| Andrzej Kaliciński             | białostockie     | 13           | 58,45                   |                    |
|                                | bielskie         | 12           | Maciej Krzanowski       | 71,36              |
| Andrzej Kralczyński            | bielskie         | 12           | 68,96                   |                    |
|                                | bydgoskie        | 23           | Antoni Tokarczuk        | 58,47              |
| Aleksander Paszyński           | bydgoskie        | 23           | 44,66 / 63,08           |                    |
|                                | chełmskie        | 7            | Eugeniusz Wilkowski     | 56,59              |
| Andrzej Szczepkowski           | chełmskie        | 7            | 54,78                   |                    |
|                                | ciechanowskie    | 9            | Benedykt Pszczółkowski  | 63,77              |
| Ryszard Juszkiewicz            | ciechanowskie    | 9            | 59,21                   |                    |
|                                | częstochowskie   | 12           | Andrzej Rozmarynowicz   | 68,44              |
| Andrzej Machalski              | częstochowskie   | 12           | 67,87                   |                    |
|                                | elbląskie        | 13           | Jarosław Kaczyński      | 57,98              |
| Antoni Borowski                | elbląskie        | 13           | 57,92                   |                    |
|                                | gdańskie         | 6            | Bogdan Lis              | 73,43              |
| Lech Kaczyński                 | gdańskie         | 6            | 67,76                   |                    |
|                                | gorzowskie       | 13           | Stanisław Żytkowski     | 56,51              |
| Stefania Hejmanowska           | gorzowskie       | 13           | 56,39                   |                    |
|                                | jeleniogórskie   | 13           | Jerzy Regulski          | 62,95              |
| Andrzej Piesiak                | jeleniogórskie   | 13           | 62,51                   |                    |
|                                | kaliskie         | 11           | Edward Wende            | 68,27              |
| Jerzy Pietrzak                 | kaliskie         | 11           | 60,83                   |                    |
|                                | katowickie       | 18           | Andrzej Wielowieyski    | 66,43              |
| August Chełkowski              | katowickie       | 18           | 63,95                   |                    |
| Leszek Piotrowski              | katowickie       | 18           | 61,23                   |                    |
| Województwo kieleckie          | kieleckie        | 12           | Stanisław Żak           | 69,26              |
| Województwo kieleckie          | kieleckie        | 12           | Jerzy Stępień           | 61,34              |
| Województwo konińskie          | konińskie        | 9            | Ireneusz Niewiarowski   | 60,12              |
| Województwo konińskie          | konińskie        | 9            | Kazimierz Brzeziński    | 56,11              |
| Województwo koszalińskie       | koszalińskie     | 6            | Jerzy Madej             | 58,17              |
| Województwo koszalińskie       | koszalińskie     | 6            | Gabriela Cwojdzińska    | 53,77              |
|                                | krakowskie       | 14           | Roman Ciesielski        | 81,24              |
| Krzysztof Kozłowski            | krakowskie       | 14           | 71,77                   |                    |
| Województwo krośnieńskie       | krośnieńskie     | 9            | Gustaw Holoubek         | 75,64              |
| Województwo krośnieńskie       | krośnieńskie     | 9            | Andrzej Szczypiorski    | 73,68              |
|                                | legnickie        | 10           | Stanisław Obertaniec    | 68,91              |
| Władysław Papużyński           | legnickie        | 10           | 65,82                   |                    |
|                                | leszczyńskie     | 14           | Stanisław Hoffmann      | 46,02 / 63,75      |
| Antoni Żurawski                | leszczyńskie     | 14           | 41,30 / 61,81           |                    |
|                                | lubelskie        | 11           | Henryk Stępniak         | 73,92              |
| Adam Stanowski                 | lubelskie        | 11           | 71,47                   |                    |
|                                | łomżyńskie       | 7            | Lech Kozioł             | 73,78              |
| Ryszard Reiff                  | łomżyńskie       | 7            | 70,30                   |                    |
|                                | łódzkie          | 17           | Jerzy Dietl             | 60,13              |
| Cezary Józefiak                | łódzkie          | 17           | 47,37 / 58,53           |                    |
| Województwo nowosądeckie       | nowosądeckie     | 7            | Zofia Kuratowska        | 82,47              |
| Województwo nowosądeckie       | nowosądeckie     | 7            | Krzysztof Pawłowski     | 73,16              |
|                                | olsztyńskie      | 13           | Erwin Kruk              | 58,21              |
| Antoni Jutrzenka-Trzebiatowski | olsztyńskie      | 13           | 53,66                   |                    |
|                                | opolskie         | 14           | Edmund Osmańczyk        | 68,20              |
| Józef Góralczyk                | opolskie         | 14           | 62,25                   |                    |
|                                | ostrołęckie      | 6            | Henryk Wilk             | 67,02              |
| Jan Chodkowski                 | ostrołęckie      | 6            | 63,04                   |                    |
|                                | pilskie          | 10           | Zdzisław Nowicki        | 36,36 / 50,09      |
| Henryk Stokłosa                | pilskie          | 10           | 43,80 / 49,47           |                    |
|                                | piotrkowskie     | 12           | Tadeusz Zaskórski       | 63,26              |
| Grzegorz Białkowski            | piotrkowskie     | 12           | 59,43                   |                    |
|                                | płockie          | 8            | Andrzej Celiński        | 69,43              |
| Stanisław Stomma               | płockie          | 8            | 62,73                   |                    |
|                                | poznańskie       | 6            | Ryszard Ganowicz        | 68,35              |
| Janusz Ziółkowski              | poznańskie       | 6            | 66,86                   |                    |
| Województwo przemyskie         | przemyskie       | 6            | Tadeusz Ulma            | 77,77              |
| Województwo przemyskie         | przemyskie       | 6            | Jan Musiał              | 72,60              |
|                                | radomskie        | 16           | Stefan Bembiński        | 61,57              |
| Jan Józef Lipski               | radomskie        | 16           | 47,67 / 67,65           |                    |
| Województwo rzeszowskie        | rzeszowskie      | 10           | Józef Ślisz             | 81,31              |
| Województwo rzeszowskie        | rzeszowskie      | 10           | Bolesław Fleszar        | 79,37              |
|                                | siedleckie       | 7            | Tadeusz Kłopotowski     | 63,10              |
| Gabriel Janowski               | siedleckie       | 7            | 61,13                   |                    |
|                                | sieradzkie       | 8            | Tadeusz Zieliński       | 59,08              |
| Andrzej Tomaszewicz            | sieradzkie       | 8            | 54,88                   |                    |
|                                | skierniewickie   | 7            | Edward Pyziołek         | 69,79              |
| Zbigniew Rokicki               | skierniewickie   | 7            | 64,75                   |                    |
|                                | słupskie         | 10           | Anna Bogucka-Skowrońska | 68,12              |
| Henryk Grządzielski            | słupskie         | 10           | 41,31 / 61,70           |                    |
|                                | suwalskie        | 15           | Andrzej Wajda           | 66,64              |
| Stanisław Bernatowicz          | suwalskie        | 15           | 59,34                   |                    |
|                                | szczecińskie     | 12           | Edmund Bilicki          | 60,99              |
| Mieczysław Ustasiak            | szczecińskie     | 12           | 60,54                   |                    |
| Województwo tarnobrzeskie      | tarnobrzeskie    | 12           | Zbigniew Romaszewski    | 74,91              |
| Województwo tarnobrzeskie      | tarnobrzeskie    | 12           | Jan Kozłowski           | 68,38              |
|                                | tarnowskie       | 8            | Stanisław Chrobak       | 76,94              |
| Andrzej Fenrych                | tarnowskie       | 8            | 72,77                   |                    |
|                                | toruńskie        | 11           | Alicja Grześkowiak      | 69,37              |
| Stanisław Tadeusz Dembiński    | toruńskie        | 11           | 64,70                   |                    |
|                                | wałbrzyskie      | 18           | Włodzimierz Bojarski    | 72,40              |
| Mieczysław Tarnowski           | wałbrzyskie      | 18           | 67,04                   |                    |
|                                | warszawskie      | 32           | Władysław Findeisen     | 67,31              |
| Anna Radziwiłł                 | warszawskie      | 32           | 67,03                   |                    |
| Witold Trzeciakowski           | warszawskie      | 32           | 67,01                   |                    |
|                                | włocławskie      | 11           | Bartłomiej Kołodziej    | 61,39              |
| Franciszek Sobieski            | włocławskie      | 11           | 54,74                   |                    |
|                                | wrocławskie      | 11           | Karol Modzelewski       | 74,95              |
| Roman Duda                     | wrocławskie      | 11           | 68,49                   |                    |
| Województwo zamojskie          | zamojskie        | 9            | Wiesław Lipko           | 77,94              |
| Województwo zamojskie          | zamojskie        | 9            | Janusz Woźnica          | 74,91              |
|                                | zielonogórskie   | 9            | Edward Lipiec           | 59,45              |
| Walerian Piotrowski            | zielonogórskie   | 9            | 52,87                   |                    |

### Senatorowie wybrani w wyborach uzupełniających
Pogrubieniem wyróżniono imiona i nazwiska posłów wyłonionych w I turze wyborów.
| Położenie | Województwo  | Liczba kand. | Wybory (I/II tura)           | Wybrani senatorowie | % głosów I/II tura | Objęcie mandatu      |
| --------- | ------------ | ------------ | ---------------------------- | ------------------- | ------------------ | -------------------- |
|           | piotrkowskie | 6            | 8 października 1989          | Piotr Andrzejewski  | 65,07              | 17 października 1989 |
|           | opolskie     | 4            | 4 lutego 1990 18 lutego 1990 | Dorota Simonides    | 35,66 67,07        | 1 marca 1990         |
|           | lubelskie    | 4            | 29 maja 1990 12 czerwca 1990 | Jerzy Kłoczowski    | 40,51 59,93        | 21 czerwca 1990      |

### Senatorowie, których mandat wygasł w trakcie kadencji
| Senator              | Wygaśnięcie mandatu  | Przyczyna                                             | Następca                     |
| -------------------- | -------------------- | ----------------------------------------------------- | ---------------------------- |
| Grzegorz Białkowski  | 29 czerwca 1989      | śmierć (zmarł 29 czerwca 1989, nie złożył ślubowania) | Piotr Andrzejewski           |
| Edmund Osmańczyk     | 17 października 1989 | śmierć (zmarł 4 października 1989)                    | Dorota Simonides             |
| Adam Stanowski       | 16 lutego 1990       | śmierć (zmarł 7 lutego 1990)                          | Jerzy Kłoczowski             |
| Mieczysław Tarnowski | 23 maja 1991         | śmierć (zmarł 11 maja 1991)                           | mandat pozostał nieobsadzony |
| Jan Józef Lipski     | 19 września 1991     | śmierć (zmarł 10 września 1991)                       | mandat pozostał nieobsadzony |

## Przynależność klubowa (stan na koniec kadencji)

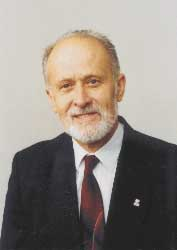
August Chełkowski

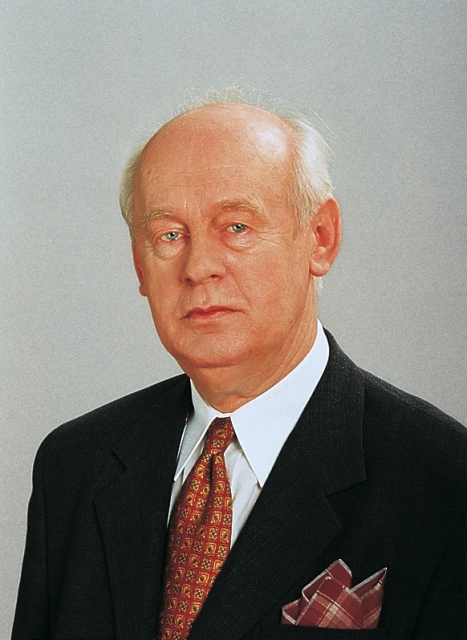
Cezary Józefiak

23 czerwca 1989 posłowie i senatorowie wybrani z poparciem Komitetu Obywatelskiego „Solidarność” (a więc 99 ze 100 senatorów) zrzeszyli się w Obywatelskim Klubie Parlamentarnym na czele z posłem Bronisławem Geremkiem. Po przemianach wewnątrz obozu solidarnościowego pod koniec kadencji w Senacie funkcjonowały dwa kluby parlamentarne:
- Obywatelski Klub Parlamentarny – 67 senatorów; funkcję zastępcy przewodniczącego klubu poselsko-senatorskiego pełnił Roman Duda[43];
- Klub Parlamentarny Unii Demokratycznej – 29 senatorów; funkcję zastępcy przewodniczącego klubu poselsko-senatorskiego pełniła Zofia Kuratowska[44]; KP UD powstał 4 stycznia 1991[45].

Dwóch parlamentarzystów izby wyższej na koniec kadencji pozostawało senatorami niezrzeszonymi.
| Obywatelski Klub Parlamentarny | Obywatelski Klub Parlamentarny | Obywatelski Klub Parlamentarny | Obywatelski Klub Parlamentarny |
| --- | --- | --- | --- |
| | | | |
| - Piotr Andrzejewski - Stefan Bembiński - Edmund Bilicki - Włodzimierz Bojarski - Antoni Borowski - August Chełkowski - Jan Chodkowski - Stanisław Chrobak - Roman Ciesielski - Andrzej Czapski - Stanisław Dembiński - Jerzy Dietl - Roman Duda - Andrzej Fenrych - Bolesław Fleszar - Józef Góralczyk - Alicja Grześkowiak | - Stefania Hejmanowska - Stanisław Hoffmann - Gabriel Janowski - Ryszard Juszkiewicz - Antoni Jutrzenka-Trzebiatowski - Jarosław Kaczyński - Lech Kaczyński - Tadeusz Kłopotowski - Bartłomiej Kołodziej - Lech Kozioł - Jan Kozłowski - Andrzej Kralczyński - Edward Lipiec - Wiesław Lipko - Bogdan Lis - Andrzej Machalski - Jerzy Madej | - Karol Modzelewski - Jan Musiał - Ireneusz Niewiarowski - Zdzisław Nowicki - Stanisław Obertaniec - Władysław Papużyński - Krzysztof Pawłowski - Andrzej Piesiak - Jerzy Kazimierz Pietrzak - Leszek Piotrowski - Walerian Piotrowski - Benedykt Pszczółkowski - Edward Pyziołek - Anna Radziwiłł - Zbigniew Rokicki - Zbigniew Romaszewski - Andrzej Rozmarynowicz | - Franciszek Sobieski - Andrzej Stelmachowski - Jerzy Stępień - Henryk Stępniak - Józef Ślisz - Antoni Tokarczuk - Andrzej Tomaszewicz - Mieczysław Trochimiuk - Tadeusz Ulma - Mieczysław Ustasiak - Henryk Wilk - Eugeniusz Wilkowski - Janusz Woźnica - Tadeusz Zaskórski - Janusz Ziółkowski - Antoni Żurawski |
| Klub Parlamentarny Unii Demokratycznej | | | |
| | | | |
| - Stanisław Bernatowicz - Anna Bogucka-Skowrońska - Kazimierz Brzeziński - Gabriela Cwojdzińska - Władysław Findeisen - Ryszard Ganowicz - Henryk Grządzielski - Gustaw Holoubek | - Cezary Józefiak - Andrzej Kaliciński - Jerzy Kłoczowski - Krzysztof Kozłowski - Erwin Kruk - Maciej Krzanowski - Zofia Kuratowska - Aleksander Paszyński | - Jerzy Regulski - Ryszard Reiff - Dorota Simonides - Stanisław Stomma - Andrzej Szczepkowski - Andrzej Szczypiorski - Witold Trzeciakowski - Andrzej Wajda | - Edward Wende - Andrzej Wielowieyski - Tadeusz Zieliński - Stanisław Żak - Stanisław Żytkowski |
| Senatorowie niezrzeszeni | | | |
| | | | |
| - Andrzej Celiński | - Henryk Stokłosa | | |

## Przewodniczący komisji
| Komisja                                                             | Utworzenie komisji | Przewodniczący komisji |
| ------------------------------------------------------------------- | ------------------ | ---------------------- |
| Komisja Gospodarki Narodowej                                        | 28 lipca 1989      | Cezary Józefiak        |
| Komisja Rolnictwa                                                   | 6 lipca 1990       | Mieczysław Trochimiuk  |
| Komisja Kultury, Środków Przekazu, Nauki i Edukacji Narodowej       | 22 lipca 1989      | Władysław Findeisen    |
| Komisja Polityki Społecznej i Zdrowia                               | 28 lipca 1989      | Kazimierz Brzeziński   |
| Komisja Praw Człowieka i Praworządności                             | 28 lipca 1989      | Zbigniew Romaszewski   |
| Komisja Regulaminowa i Spraw Senatorskich                           | 28 lipca 1989      | Lech Kozioł            |
| Komisja Samorządu Terytorialnego                                    | 28 lipca 1989      | Jerzy Stępień          |
| Komisja Ochrony Środowiska                                          | 6 lipca 1990       | August Chełkowski      |
| Komisja Inicjatyw i Prac Ustawodawczych                             | 28 lipca 1989      | Tadeusz Zieliński      |
| Komisja Spraw Emigracji i Polaków za Granicą                        | 28 lipca 1989      | Ryszard Reiff          |
| Komisja Spraw Zagranicznych                                         | 28 lipca 1989      | Stanisław Dembiński    |
| Komisja Konstytucyjna                                               | 7 grudnia 1989     | Alicja Grześkowiak     |
| Komisja Nadzwyczajna do Spraw Górnictwa                             | 28 grudnia 1990    | Leszek Piotrowski      |
| Komisja Obrony Narodowej                                            | 24 maja 1991       | Henryk Wilk            |
| Komisja Ustawodawstwa Gospodarczego (zlikwidowana 27 kwietnia 1990) | 8 grudnia 1989     | Jerzy Dietl            |